# Tiraña
Tiraña es una parroquia del concejo de Laviana (Asturias). Está situada al noroeste del término y limita al norte con el concejo de Bimenes, al este con Nava y las parroquias del El Condado y Pola de Laviana, al sur con la parroquia de Carrio y al oeste con el concejo de San Martín del Rey Aurelio.
Tiene una extensión de 19,8 km² y su población es de 2.573 habitantes, conocidos como cuyarapos. Sus pueblos ocupan las orillas del río del mismo nombre, que nace en las fuentes del Raigáu y La Salencia y las pendientes laderas de sus valles secundarios.
- Datos: Q3826738
- Multimedia: Tiraña / Q3826738